# Carolina Arias
Carolina Arias (Cali, 2 de septiembre de 1990) es una jugadora de fútbol colombiana. Juega de defensa y su equipo actual es el América de Cali  de la Liga Femenina de Colombia.

## Trayectoria
Carolina Arias empezó a jugar al fútbol por influencia de su padre y sobre todo de su madre, de la que destacó su pasión por este deporte. Empezó jugando en la Escuela de Fútbol Carlos Sarmiento Lora y en 2011 se desplazó a Houston para progresar en sus estudios en la Laramie County University, y jugar con su equipo universitario. Luego pasó a jugar en Águila Roja, Cali Juniors, y Generaciones Palmiranas.
En 2016 hizo la pretemporada con los Western New York Flash, equipo que en esa época jugaba la National Women's Soccer League, pero no llegó a formar parte de la plantilla que empezó la temporada. Finalmente jugó con Orsomarso en el Torneo Interclubes femenino colombiano, que quedó en segunda posición de su grupo en la primera fase y en última posición en la segunda fase.
Tras disputar los Juegos Olímpicos, en octubre del 2016 fichó por el 1207 Antalya Spor junto a sus compatriotas Lady Andrade y Oriánica Velásquez. Debutó el 13 de noviembre de 2016 ante el Beşiktaş con victoria por 2-1, y marcó su primer gol una semana después en la victoria por 3-1 ante el İlkadım Belediyesi Yabancılar Pazarı Spor. Quedaron campeonas de su grupo en la primera vuelta y se clasificaron para el play-off por el título. Alcanzó a marcar 5 goles en 15 encuentros de liga hasta que el 14 de abril de 2017 sufrió una fractura de tibia debido al mal estado del terreno de juego del Ataşehir Belediyespor. Su equipo concluyó la temporada en cuarta posición.
En 2018 regresó a Colombia para jugar en el Atlético Nacional en 2018. Debutó el 10 de febrero marcando un gol para su equipo en la victoria por 2-0 ante Real Cartagena. Quedaron campeonas de su grupo y avanzaron a la fase final, donde eliminaron a Deportes Tolima en cuartos de final y a Santa Fe en semifinales, en los que sufrió un penalti en el último minuto del partido de ida que permitió a su equipo remontar el encuentro. En la final vencieron a Atlético Huila en el partido de ida, y aunque Arias fue sancionada por acumulación de tarjetas y no podía jugar el partido de vuelta, finalmente sí pudo disputarlo. Sin embargo, las Opitas remontaron en el partido de vuelta y se llevaron el campeonato en la tanda de penaltis.
Disputó la temporada 2018-19 con el Servette, con el que debutó en la segunda jornada de liga. Sin embargo le denegaron la visa de trabajo y tuvo que regresar a Colombia tras vencer la visa de turista. El equipo quedó en cuarto lugar en la Liga Helvética.
Regresó a Colombia a jugar con el Atlético Huila en 2019, con el que quedaron campeonas de grupo en la primera fase, y eliminaron al Junior en cuartos de final con una asistencia suya, pero no pudieron revalidar el título y cayeron en la semifinal ante Independiente Medellín. Debutó en la Copa Libertadores el 11 de octubre de 2019 con victoria por 2-1 sobre Peñarol. En el segundo encuentro dio una asistencia de gol en la victoria por 3-0 sobre Club Cerro Porteño. No participó en la tercera victoria de la fase de grupos, y volvió al once inicial en los cuartos de final, en los que fueron derrotadas por Ferroviária.
En enero de 2020 fichó por el Atlético de Madrid con el que debutó en un partido amistoso ante el Beşiktaş. No alcanzó a jugar ningún partido oficial antes de que las competiciones se detuvieran debido la pandemia del Covid-19, quedando subcampeona de liga. El 30 de junio el club anunció que dejaba el equipo al terminar su contrato.
Regresó a Colombia para incorporarse al Deportivo Cali y afrontar la Liga Femenina Colombiana 2020.

## Selección nacional

### Selección Sub-20
Arias formó parte de la selección que ganó la medalla de oro en los Juegos Bolivarianos de 2009, y marcó en el partido inaugural.
En 2010 participó en el Campeonato Sudamericano, donde marcó un gol a Argentina. En la primera vuelta ganaron todos los encuentros. En semifinales vencieron por 2-1 a Paraguay y en la final cayeron por 2-0 ante Brasil.
Disputó el Mundial Sub-20 de 2010 con Colombia. Colombia fue ubicada en el Grupo A junto a Alemania, Francia y Costa Rica. La debutante Colombia fue una de las mayores sorpresas al clasificar a la segunda fase, eliminando a Francia. En cuartos de final derrotó a Suecia por 2-0 con goles de Tatiana Ariza y Yoreli Rincón. En semifinales Nigeria venció con lo justo a Colombia. En el partido por el tercer puesto Corea del Sur le ganó a Colombia y alcanzó el podio. Arias fue titular en los 6 partidos que disputó la Selección.

### Selección absoluta

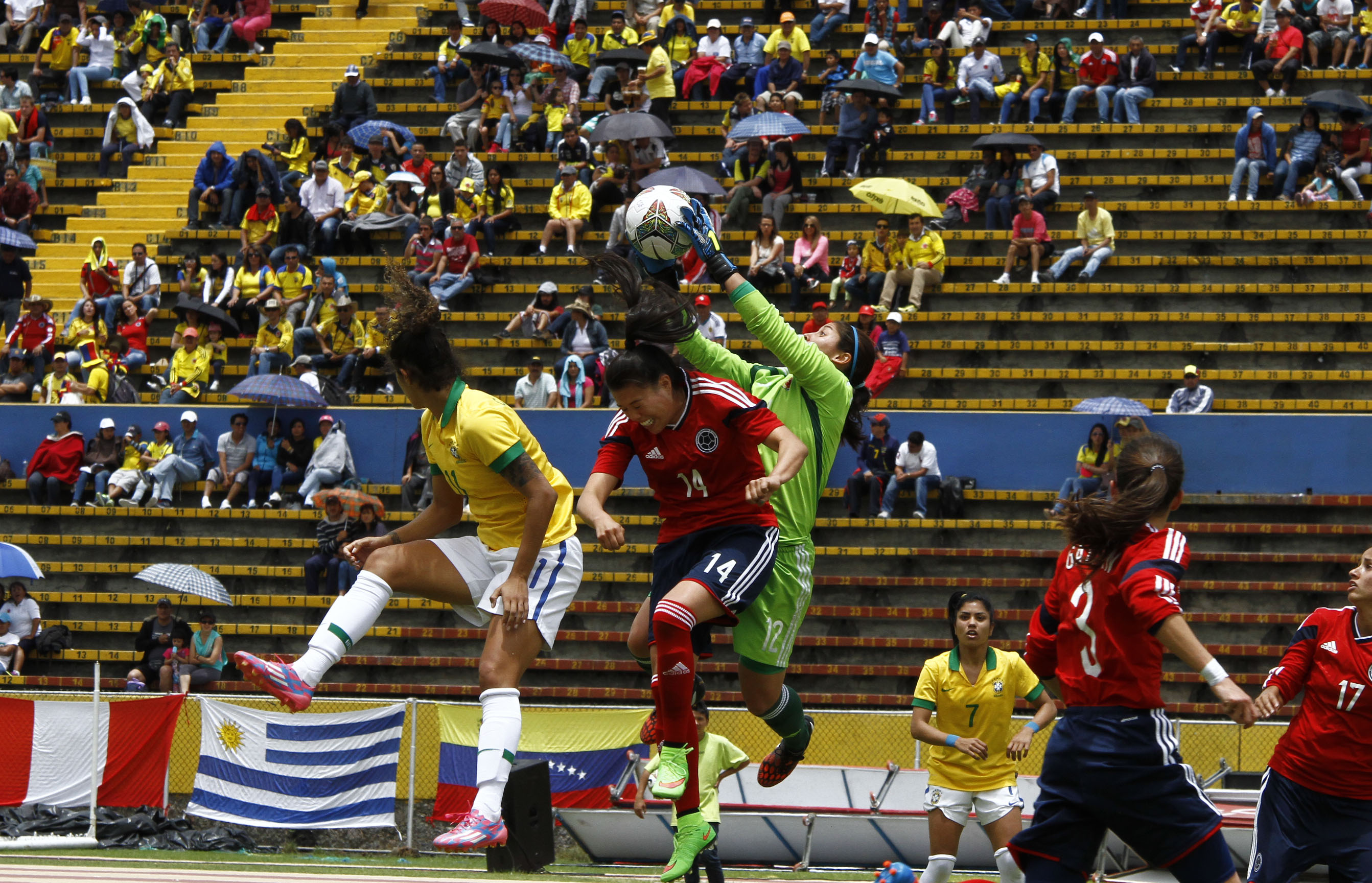
Arias (esquina inferior derecha) en un lance del partido ante Brasil en la Copa América 2014

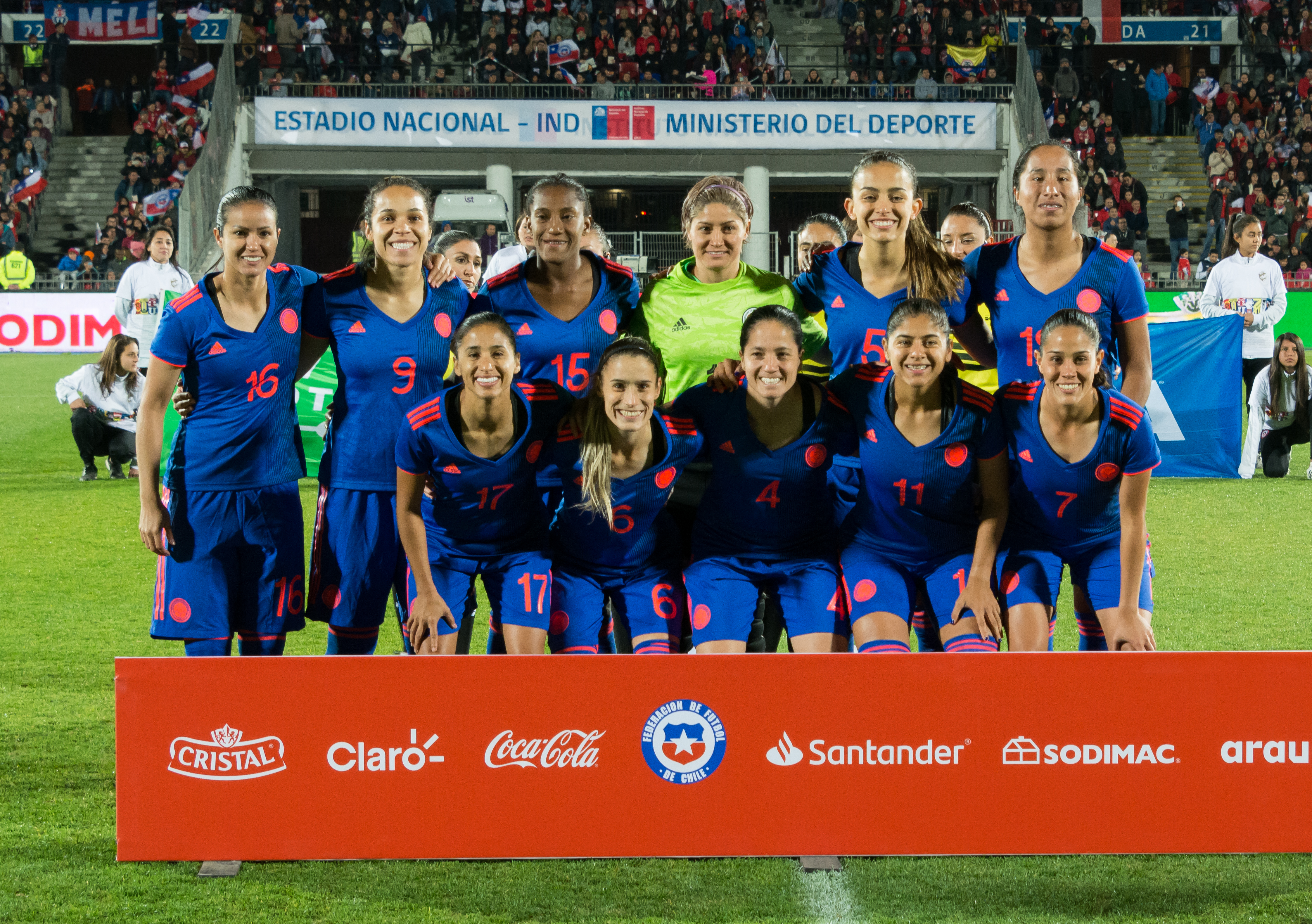
Carolina Arias (agachada, primera por la izquierda) posa con sus compañeras en la Copa América 2018

Debutó el 19 de septiembre de 2010 en un partido amistoso ante Chile. En noviembre de ese mismo año jugó la Copa América, en la que Colombia quedó segunda en el grupo B tras Brasil con tres victorias y una derrota. En la Fase Final empató con Chile y cayó derrotada ante Brasil, pero venció a Argentina en el último partido y fue subcampeona, con lo que se clasificó para las siguientes ediciones del Mundial y los Juegos Olímpicos. Aunque Arias fue convocada a los primeros trabajos de preparación para afrontar estas competiciones, finalmente no fue convocada.
En 2011 jugó los Juegos Panamericanos, en los que se ganaron a Chile y Trinidad y Tobago por 1-0 en la fase de grupos y perdieron ante México por el mismo resultado. En semifinal perdieron ante Canadá y en el partido por el tercer y cuarto puesto perdieron ante México en el tiempo añadido.
En 2014 jugó seis de los siete partidos de Colombia en la Copa América, y se proclamaron subcampeonas tras caer ante Brasil en el último partido. Luego jugó cuatro de los cinco partidos de Colombia en los Juegos Centroamericanos y del Caribe, y dio una asistencia ante Venezuela. Colombia consiguió la medalla de plata tras caer ante México en la final.
En junio de 2015 fue convocada para jugar el Mundial de 2015. Las cafeteras debutaron en el Mundial con un empate a uno frente a México, con un gol de Daniela Montoya a los 82'.En el partido siguiente Colombia logró su primer triunfo en los mundiales, tras ganarle de sorpresa a Francia 2-0. Colombia logró su primer pase a octavos a pesar de ser derrotadas por Inglaterra por 2-1. Fue la segunda selección de CONMEBOL después de Brasil. En octavos, Colombia perdió ante Estados Unidos, que serían las campeonas del torneo, al perder por 2-0. Arias disputó todos los minutos en el torneo y fue elegida por la FIFA como una de las jugadoras claves de su selección, y la definió como una «aguerrida lateral de corte ofensivo, de impresionante técnica.»
Un mes después disputó tres de los cinco partidos de los Juegos Panamericanos, y logró la medalla de plata, tras perder ante Brasil. Arias dejó de entrar en las convocatorias de la Selección, junto con otras jugadoras, según algunos medios por no haber aceptado jugar con Generaciones Palmiranas la Copa Libertadores, y estuvo ausente hasta las sesiones de preparación del Torneo Olímpico.
En 2016 disputó los Juegos Olímpicos. Colombia debutó el 3 de agosto con derrota por 4-0 ante Francia y Arias marcó un autogol a los dos minutos del partido tras rebotar en su pierna un rechace de la guardameta. Cuatro días después volvieron a caer, esta vez por 1-0 ante Nueva Zelanda. El 10 de agosto jugaron el último partido del torneo con un meritorio empate a 2 ante Estados Unidos. Colombia quedó última en su grupo y Arias jugó los tres encuentros.
En 2018 fue convocada para jugar la Copa América. Colombia quedó primera de grupo en la primera fase tras golear a Uruguay, empatar ante Chile y volver a ganar cómodamente a Paraguay y Perú. En la segunda fase perdieron ante Argentina y empataron ante Chile y quedaron en cuarto lugar tras perder ante Brasil. Jugó seis de los siete partidos de Colombia en la Copa América. 
En 2019 fue convocada para jugar los Juegos Panamericanos. En el primer encuentro empataron sin goles ante Paraguay. En el segundo partido ganaron por 2-0 a Jamaica. En el tercer partido de la fase de grupos empataron a dos goles contra México y se clasificaron para disputar las semifinales. En semifinales ganaron por 4-3 sobre Costa Rica. En la final ante Argentina empataron a un gol y el partido se decidió en la tanda de penaltis. Arias fue la encargada de anotar el gol ganador en la tanda para su equipo en el séptimo lanzamiento y se proclamó campeona del torneo.
El 3 de julio de 2022 es convocada por el técnico Nelson Abadía para la Copa América Femenina 2022 a realizarse en Colombia.

## Estadísticas
Actualizado al último partido jugado el 21 de octubre de 2019.
| Club | Div.             | Temporada     | Liga  | Liga  | Liga   | Copas nacionales(1) | Copas nacionales(1) | Copas nacionales(1) | Copas internacionales(2) | Copas internacionales(2) | Copas internacionales(2) | Total | Total | Total  | Media goleadora(3) |
| Club | Div.             | Temporada     | Part. | Goles | Asist. | Part.               | Goles               | Asist.              | Part.                    | Goles                    | Asist.                   | Part. | Goles | Asist. | Media goleadora(3) |
| --- | ---------------- | ------------- | ----- | ----- | ------ | ------------------- | ------------------- | ------------------- | ------------------------ | ------------------------ | ------------------------ | ----- | ----- | ------ | ------------------ |
| 1207 Antalya Spor Turquía | 1. Ligi          | 2016-17       | 15    | 5     |        | -                   | -                   | -                   | -                        | -                        | -                        | 15    | 5     |        | 0.33               |
| 1207 Antalya Spor Turquía | 1. Ligi          | 2017-18       | 0     | 0     |        | -                   | -                   | -                   | -                        | -                        | -                        | 0     | 0     |        | -                  |
| 1207 Antalya Spor Turquía | Total club       | Total club    | 15    | 5     |        |                     |                     |                     |                          |                          |                          | 15    | 5     |        | 0.33               |
| Atlético Nacional · Colombia | Liga Profesional | 2018          | 9     | 1     |        | -                   | -                   | -                   | -                        | -                        | -                        | 9     | 1     |        | 0.11               |
| Atlético Nacional · Colombia | Total club       | Total club    | 9     | 1     |        |                     |                     |                     |                          |                          |                          | 9     | 1     |        | 0.11               |
| Servette · Suiza | Nationalliga A   | 2018-19       | 1+    |       |        |                     |                     |                     | -                        | -                        | -                        | 1+    |       |        |                    |
| Servette · Suiza | Total club       | Total club    | 1+    |       |        |                     |                     |                     |                          |                          |                          | 1+    |       |        |                    |
| Atlético Huila · Colombia | Liga Profesional | 2019          | 8     | 0     | 1      | -                   | -                   | -                   | 3                        | 0                        | 1                        | 11    | 0     | 2      | 0                  |
| Atlético Huila · Colombia | Total club       | Total club    | 8     | 0     | 1      |                     |                     |                     | 3                        | 0                        | 1                        | 11    | 0     | 2      | 0                  |
| Atlético de Madrid · España | Primera División | 2019-20       | 0     | 0     | 0      | 0                   | 0                   | 0                   | 0                        | 0                        | 0                        | 0     | 0     | 0      | 0                  |
| Atlético de Madrid · España | Total club       | Total club    | 0     | 0     | 0      | 0                   | 0                   | 0                   | 0                        | 0                        | 0                        | 0     | 0     | 0      | 0                  |
| Total carrera | Total carrera    | Total carrera | 33+   | 6+    | 1+     |                     |                     |                     | 3                        | 0                        | 1                        | 36+   | 6+    | 2+     |                    |
| (1) Incluye datos de la Copa de la Reina y Supercopa de España. (2) Incluye datos de la Copa Libertadores y Liga de Campeones. (3) No incluye goles en partidos amistosos. |                  |               |       |       |        |                     |                     |                     |                          |                          |                          |       |       |        |                    |

### Selección
Actualizado al último partido jugado el 9 de agosto de 2019.
| Selecciones | Año           | Otros Oficiales(4) | Otros Oficiales(4) | Otros Oficiales(4) | Mundial | Mundial | Mundial | Amistosos (5) | Amistosos (5) | Amistosos (5) | Total | Total | Total  | Media goleadora |
| Selecciones | Año           | Part.              | Goles              | Asist.             | Part.   | Goles   | Asist.  | Part.         | Goles         | Asist.        | Part. | Goles | Asist. | Media goleadora |
| --- | ------------- | ------------------ | ------------------ | ------------------ | ------- | ------- | ------- | ------------- | ------------- | ------------- | ----- | ----- | ------ | --------------- |
| Sub-20 | 2009          |                    |                    |                    |         |         |         | 1+            |               |               | 1+    |       |        |                 |
| Sub-20 | 2010          | 2+                 | 1                  |                    | 6       | 0       |         |               |               |               | 8+    | 1     |        |                 |
| Sub-20 | Total         | 2+                 | 1                  |                    | 6       | 0       |         | 1+            |               |               | 9+    | 1+    |        |                 |
| Absoluta | 2010          | 0+                 |                    |                    | -       | -       | -       | 2             | 0             |               | 2+    | 0     |        |                 |
| Absoluta | 2011          | 1+                 |                    |                    | 0       | 0       | 0       |               |               |               | 1+    |       |        |                 |
| Absoluta | 2012          |                    |                    |                    | -       | -       | -       |               |               |               |       |       |        |                 |
| Absoluta | 2013          |                    |                    |                    | -       | -       | -       |               |               |               |       |       |        |                 |
| Absoluta | 2014          | 10                 | 0                  | 1                  | -       | -       | -       |               |               |               | 10    | 0     | 1      |                 |
| Absoluta | 2015          | 3                  | 0                  |                    | 4       | 0       |         | 4             | 0             |               | 11+   | 0     |        |                 |
| Absoluta | 2016          | 3                  | 0                  |                    | -       | -       | -       | 1             | 0             |               | 4     | 0     |        |                 |
| Absoluta | 2017          |                    |                    |                    | -       | -       | -       | 0             | 0             |               | 0     | 0     |        |                 |
| Absoluta | 2018          | 6                  | 0                  |                    | -       | -       | -       | 1             | 0             |               | 7     | 0     |        |                 |
| Absoluta | 2019          | 5                  | 0                  |                    | -       | -       | -       | 3             | 0             |               | 8     | 0     |        |                 |
| Absoluta | Total         | 28+                | 0                  |                    | 4       | 0       |         | 28+           | 0             |               | 63    | 0     |        |                 |
| Total carrera | Total carrera | 30+                | 0                  |                    | 10      | 0       |         | 29+           | 1             |               | 72+   | 1+    |        |                 |
| (4) Se incluyen Juegos Panamericanos, Juegos Sudamericanos, Juegos Centroamericanos y del Caribe y Juegos Olímpicos. No incluye Juegos Bolivarianos. (5) No se incluyen partidos contra clubes |               |                    |                    |                    |         |         |         |               |               |               |       |       |        |                 |

#### Participaciones en Copas del Mundo
| Torneo                                | Sede     | Resultado        | Partidos | Goles |
| ------------------------------------- | -------- | ---------------- | -------- | ----- |
| Copa Mundial de Fútbol Sub-20 de 2010 | Alemania | Cuarto lugar     | 6        | 0     |
| Copa Mundial de Fútbol de 2015        | Canadá   | Octavos de final | 4        | 0     |
| Total                                 | Total    | Total            | 10       | 0     |

#### Participaciones en Juegos Olímpicos
| Torneo                                  | Sede   | Resultado      | Partidos | Goles |
| --------------------------------------- | ------ | -------------- | -------- | ----- |
| Juegos Olímpicos de Río de Janeiro 2016 | Brasil | Fase de grupos | 3        | 0     |
| Total                                   | Total  | Total          | 3        | 0     |

#### Participaciones en Copa América y Campeonatos Sudamericanos
| Torneo                      | Sede     | Resultado    | Partidos | Goles |
| --------------------------- | -------- | ------------ | -------- | ----- |
| Sudamericano Sub-20 de 2010 | Colombia | Subcampeona  | 2+       | 1+    |
| Copa América Femenina 2010  | Ecuador  | Subcampeona  | 0?       | 0     |
| Copa América Femenina 2014  | Ecuador  | Subcampeona  | 6        | 0     |
| Copa América Femenina 2018  | Chile    | Cuarto lugar | 6        | 0     |
| Copa América Femenina 2022  | Colombia | Subcampeona  | 6        | 0     |
| Total                       | Total    | Total        | 14+      | 1+    |

#### Otras participaciones internacionales
| Torneo                                       | Sede    | Resultado    | Partidos | Goles |
| -------------------------------------------- | ------- | ------------ | -------- | ----- |
| Juegos Bolivarianos de 2009                  | Bolivia | Campeona     | 1+       | 1     |
| Juegos Panamericanos de 2011                 | México  | Cuarto lugar | 1+       | 0     |
| Juegos Centroamericanos y del Caribe de 2014 | México  | Subcampeona  | 4        | 0     |
| Juegos Panamericanos de 2015                 | Canadá  | Subcampeona  | 3        | 0     |
| Juegos Panamericanos de 2019                 | Perú    | Campeona     | 5        | 0     |

## Palmarés

### Torneos internacionales
| Título                      | Equipo                         | Sede    | Año  |
| --------------------------- | ------------------------------ | ------- | ---- |
| Juegos Bolivarianos de 2009 | Selección femenina de Colombia | Bolivia | 2009 |
| Juegos Panamericanos        | Selección femenina de Colombia | Perú    | 2019 |